# Будівництво ГУШОСДОР МВС
Будівництва ГУШОСДОР МВС — це підрозділи, що діяли в структурі ГУШОСДОР і виправно-трудових таборів в часи СРСР.

## Історія
Починаючи з 1948 р, відповідно до наказу МВС № 0545 , від 8 вересня 1947, на частині будівництв ГУШОСДОР військовополонених стали замінювати ув'язненими. Навесні 1949 для робіт на нових будівництвах, у складі ГУШОСДОР , знову організовуються ВТ табори. Остаточна заміна військовополонених, у зв'язку з їх репатріацією на ув'язнених, на автодорожніх будівництвах МВС відбулася, згідно з наказом МВС № 00950, від 12 жовтня 1949 року. Для цього при Управліннях будівництв ГУШОСДОР було організовано вісім ВТТ. Така організація робіт в ГУШОСДОР зберігалася до реорганізації МВС СРСР в 1953 р.
У жовтні 1949 середньомісячна чисельність ув'язнених у таборах ГУШОСДОР становила 37120.

## Будівництва і ВТТ
| №  | Дорога, дільниця                                                              | Час існування       | Адреса                                                                      | Чисельність з/к |
| -- | ----------------------------------------------------------------------------- | ------------------- | --------------------------------------------------------------------------- | --------------- |
| 2  | Харків-Новомосковськ, Полтава-Харків-Закомельська                             | 12.10.49 — 29.04.53 | Харків, п/с 412;п/с ДК-412                                                  | 01.51 — 5248    |
| 3  | Москва-Курськ, Закомельська-Дебальцеве                                        | 12.10.49 — 29.04.53 | Орел, п/с 413;ст. Голіцино Західної залізниці, п/с ДЛ-413                   | 01.51 — 4476    |
| 4  | Сизрань-Крекінг, Кряж-Лип'яги, Куйбишев-Ставрополь                            | 12.10.49 — 29.04.53 | Куйбишев, п/с 414;п/я ДМ-414                                                | 01.52 — 2092    |
| 5  | дороги для МНП                                                                | 30.04.49 — 10.06.50 | Туркменська РСР, г.Небіт-Даг, п/я 125                                       | 12.49 — 3170    |
| 6  | дороги для МНП                                                                | 30.04.49 — 10.06.50 | м. Баку, п/я 10                                                             | 12.49 — 2634    |
| 7  | Харків-Сімферополь, Лубни-Полтава, Армавір-Мінеральні Води, Ростов-Дзауджикау | 12.10.49 — 29.04.53 | Запорізька обл., м. Мелітополь, п/я 415; м. Полтава, п/я ДН-415 на 27.02.53 | 1950 — 4226     |
| 8  | Новомосковськ — р. Кінська, Київ-хутір Чабани, Київ-Лубни                     | 2.10.49 — 9.02.51   | Українська РСР, м. Запоріжжя, п/я 416                                       | 01.50 — 7555    |
| 17 | дороги Ленінградської обл                                                     | 12.10.49 — 03.02.51 | Ленінград 11, п/я 135 на 10.02.50;п/я ДП-135 на 27.02.53                    | 01.51 — 1602    |
| 19 | дороги Московської обл                                                        | 12.10.49 — 15.04.50 | Москва, п/я 418                                                             | 01.50 — 1068    |